# Épsilon de la máquina

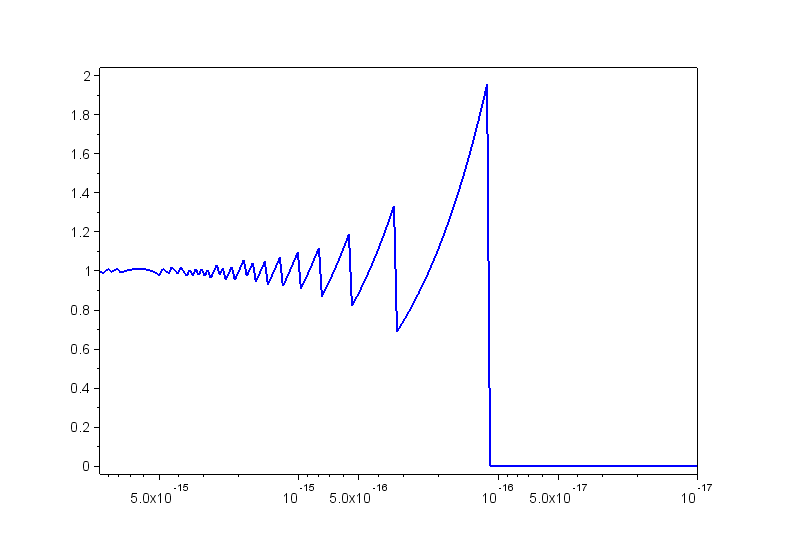
Imagen de como se ve una lectura de Epsiolon hacia una máquina, por : Lechatjaune

En una aritmética de coma flotante, se llama épsilon de la máquina (ε-mach) al menor valor de una determinada máquina que cumple lo siguiente:

1,0 + ε-mach > 1,0
El épsilon es el número decimal más pequeño que, sumado a 1, la computadora nos arroja un valor diferente de 1, es decir, que no es redondeado. 
Representa la exactitud relativa de la aritmética del computador. La existencia del épsilon de la máquina es una consecuencia de la precisión finita de la aritmética en coma flotante.
- Datos: Q1780355